# بخش لیچنگ، کوانتژو
بخش لیچنگ (به لاتین: Licheng District) یک منطقهٔ مسکونی در چین است که در کوانژو واقع شده‌است.